# Lidia Masterkova
Pour les articles homonymes, voir Masterkova.
Lidia Alekseïevna Masterkova (en russe : Лидия Алексеевна Мастеркова), née le 8 mars 1927 à Longwy et morte le 12 mai 2008 à Mont-Saint-Martin, est une artiste visuelle représentante de l’Art abstrait non conformiste et membre du cercle informel Lianozovo qui œuvrait pour la liberté de création en URSS.

## Biographie
Enfant à Moscou, Masterkova suit une formation musicale et une formation théâtrale avec des maîtres du cercle intime de Stanislavski. Puis elle étudie à l'école secondaire d'art de Moscou, de 1943 à 1946 avec Mikhaïl Peroutski, puis à l'Institut d'art Vassili Sourikov de Moscou.
L'impact de l'Exposition internationale d'Art (World Festival of Youth and Students) à Moscou en 1957, sous le régime de Nikita Khrouchtchev, l'amène à développer son propre style non-figuratif.
Ainsi Masterkova devient-elle l'une des premières artistes "underground" moscovites à travailler systématiquement dans l'abstraction pure, combinant spontanéité expressive , géométrie et couleur. Elle participe à des expositions clandestines dans des appartements privés à Moscou. Avec son compagnon, Vladimir Nemoukhine et Oscar Rabin, elle est membre du cercle de Lianozovo au cœur du mouvement non conformiste, rejetant les diktats du Réalisme socialiste soviétique. Son style évolue; au début des années 1970, elle commence à créer des collages avec des dentelles et des tissus.
Masterkova expose également à l'étranger aux États-Unis, en France, en Italie et en Allemagne participant à des expositions consacrées aux artistes russes non officiels.
En 1974, elle participe avec son mari à l'exposition en plein air à Beliaïevo qui fut brutalement détruite par les autorités et ainsi surnommée Exposition Bulldozer.
En 1975, elle émigre en France et est accueillie par la galerie Dina Vierny qui monte une exposition en 1977 intitulée Adieu à la Russie. La période française de son œuvre diffère sensiblement de celle de ses premières œuvres moscovites devenant plus monochrome ,,,,.
Lidia Masterkova meurt en France en 2008 à l'âge de 81 ans et est enterrée à Saint-Laurent-sur-Othain en Lorraine.
Ses œuvres ont été exposées en Russie et à l'étranger, dans des collections privées et des musées, dont la Galerie Tretiakov qui a tenu une rétrospective de son travail en 2006 et le Museum of Modern Art de New York,,.